# 藍色聯盟
藍色聯盟是中華人民共和國上海市的一個出租車品牌。2001年5月，上海18家出租汽车企业宝隆、百文迎宾、城市齐爱、东方明珠、海虹、衡山、建工、金陵、金球、天宸、旗忠、申花、申联、舒乐、新淮海、新亚、友 联、亚通聯合組建藍色聯盟。截至2009年，藍色聯盟共有7000輛出租車。2016年10月起，藍色聯盟的5000辆出租车将逐步接入大众交通推出的大众出行平台。